# 桂花糕

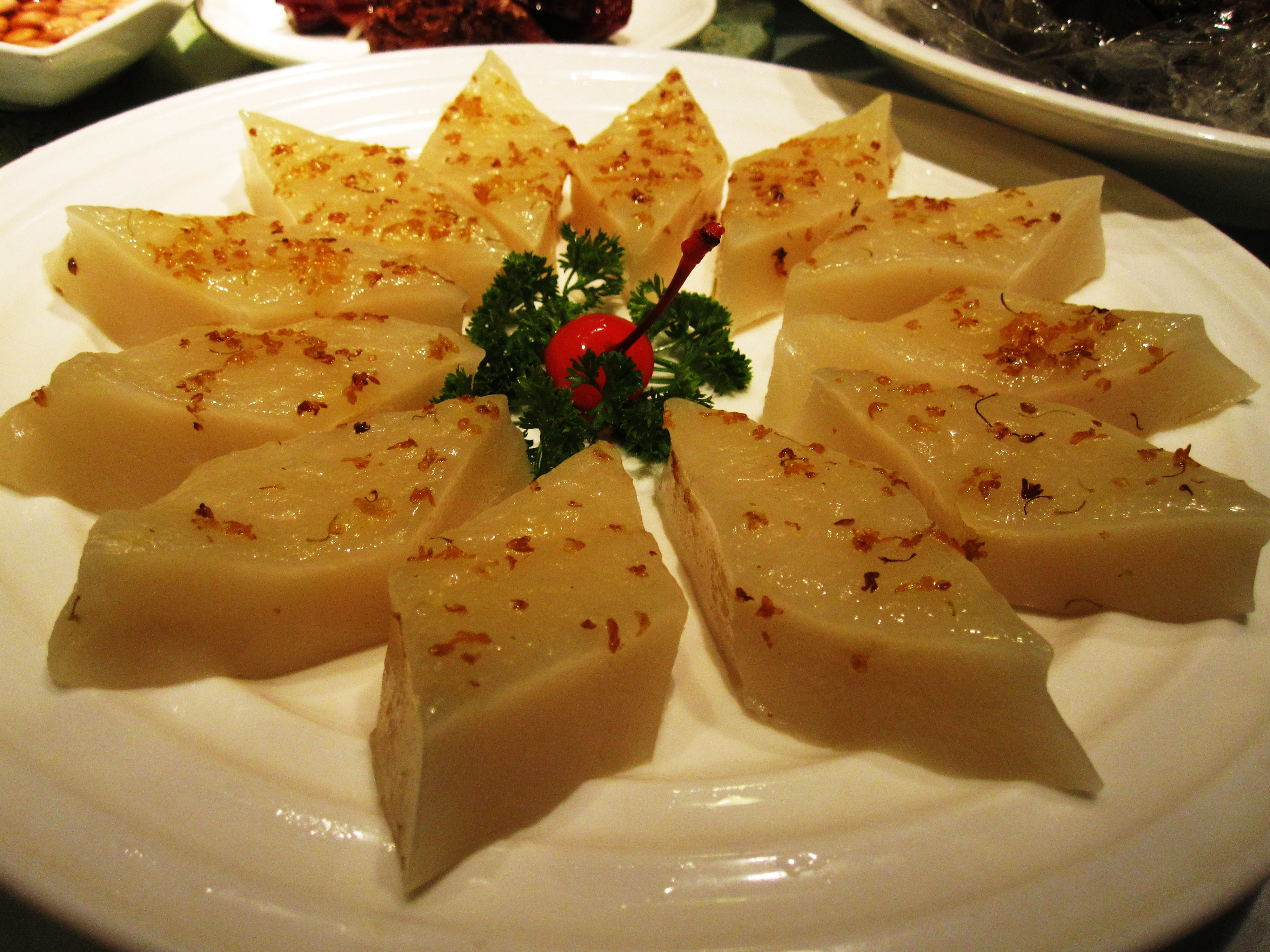
桂花糕

桂花糕是一種以糯米粉、蜂蜜甜香桂花和冰糖为原料制作的传统甜香型中式糕点，具有晶莹剔透、清爽的口感、香甜软腊的特点。製作原料具有活血益氣、生津健胃、改善消化、化痰止咳等功效。

## 特征
桂花糕的外观通常是不透明的，不過有時看上去略有些半透明。桂花糕的味道通常被人描述为微甜。在台湾，它是一种很受欢迎的街头小贩售卖的小吃。

## 饮食文化
桂花糕起源于明朝。虽然它的確切起源情況不详，但根據民间传说，诗人杨慎在参加科举考试那段時間，梦见自己來到了月亮，他看到了一座宏伟的宫殿和一株硕大的桂花。杨慎摘下了乌头，並將它帶回地面。明朝末年，新都一个叫劉吉祥的小贩受这个故事的启发，开始收集新鲜的桂花，挤去桂花的苦水，用糖蜜浸渍，并与蒸熟的米粉、糯米粉、熟油、提糖混合，取名桂花糕。现在桂花糕已经成为新都特产。